# Biederitz
Biederitz là một đô thị thuộc huyện Jerichower Land, bang Sachsen-Anhalt, Đức. Đô thị Biederitz có diện tích 10,94 km², dân số thời điểm ngày 31 tháng 12 năm 2006 là 4589 người.